# Clase 1

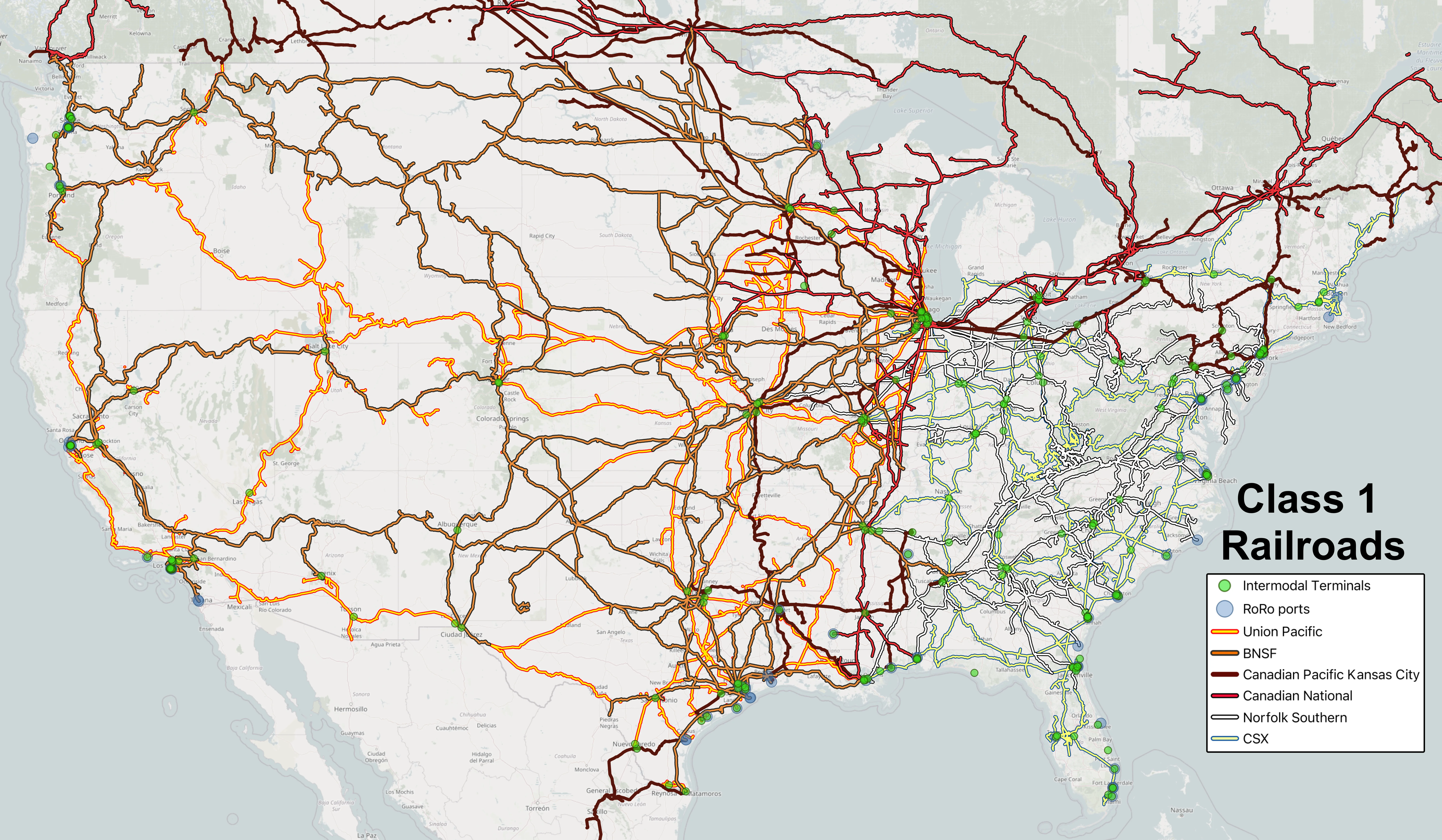
Mapa de los ferrocarriles de Clase I.

En América del Norte existe una clasificación de las compañías ferroviarias según su facturación anual, regiones que discurre y longitud del trazado ferroviario que comprende Canadá, Estados Unidos y México. Las compañías ferroviarias más importantes de cada uno de los tres países nombrados que se encuentran bajo la órbita de la American Asociation of Railroad (AAR), se encuentran dentro de las empresas ferroviarias de Clase I. Son aquellos que superan actualmente una facturación anual de $ 452 millones, en la última graduación de la inflación del año 2012.

## Historia
El origen de la clasificación de las compañías ferroviarias data de a principios del año 1911. Fue desarrollado por la Comisión Interestatal de Comercio y se desarrollaron tres divisiones, las empresas de Clase I, Clase II y Clase III. 
En la actualidad existen seis empresas ferroviarias en esta clase, Canadá tiene dos y México tiene uno. 
Inicialmente la Comisión Interesatal de Comercio clasificó a las empresas ferroviarias por sus ingresos brutos anuales. Las empresas de Clase I tienen originalmente un ingreso anual de al menos $ 1 millón, mientras que los ingresos de las empresas ferroviarias de Clase III eran de $ 100 mil anuales. Todas las empresas estaban sujetas a los requisitos de reportes de documentos trimestral o anual. Si una empresa se ubicaba por debajo de su umbral de calificación de clase por un período, no era bajado de categoría inmediatamente. Por ejemplo en el año 1925, la CPI notificó un total de 174 empresas de Clase I, 282 empresas de Clase II y 348 empresas ferroviarias de Clase III.
Desde la disolución de la Comisión Interestatal de Comercio en el año 1996, el actual Consejo de Transporte de Tierra, se ha convertido en el órgano director de definir los criterios para cada clase de ferrocarril. Los límites suelen redefinirse cada varios años para ajustarse a la inflación y a otros factores.
El criterio inicial de $ millón fue establecido en el año 1911 para las empresas ferroviarias de Clase I, cuyo valor se mantuvo hasta el año 1956, cuando la cifra fue adecuada a $ 3 millones (equivalente a $ 26.155.447,00 de hoy). En el año 1956, la Comisión Interestatal de Comercio contaba con 113 empresas ferroviarias operando en el rango de Clase I y 309 empresas ferroviarias de Clase II. La categoría de Clase III fue abandonada en el año 1956, pero se volvió a implantar en el año 1978. En el año 1963, el número de operadoras ferroviarias de Clase I se había reducido a 102. Los nuevos valores fueron a justados a $ 5 millones en el año 1965 (equivalente a $ 37.608.237,00 de hoy), luego a $ 10 millones en el año 1976 (equivalente a $ 41.654.971,00 de hoy). Luego se ajustó el valor a $ 50 millones en el año 1978 (equivalente a $ 181.709.184,00 de hoy) para llegar a operar en ese rango un total de 41 compañías ferroviarias como Clase I.
En el año 1979, todas las empresas ferroviarias de tipo terminal y de enlace fueron reasignado como Clase III, incluyendo aquellos de Clase I o de Clase II.
En Canadá comenzaron a definirse las empresas ferroviarias de Clase I a partir del año 2004 como empresas que superan la facturación anual de $ 250 millones. En el año 2013, once empresas ferroviarias de América del Norte fueron designados como Clase I. En los Estados Unidos, la prestadora ferroviaria de pasajeros Amtrak y siete empresas ferroviarias de transportes de cargas fueron designadas como Clase I en el año 2011.

## Empresas de Clase I
| Empresa Ferroviaria          | Vías en circulación | Vías en circulación | Vías en circulación |
| Empresa Ferroviaria          | Canadá              | Estados Unidos      | México              |
| ---------------------------- | ------------------- | ------------------- | ------------------- |
| Amtrak*                      | Sí                  | Sí                  | No                  |
| Burlington Northern Santa Fe | Sí                  | Sí                  | No                  |
| Canadian National Railway    | Sí                  | Sí                  | No                  |
| Canadian Pacific Kansas City | Sí                  | Sí                  | Sí                  |
| CSX Transportation           | Sí                  | Sí                  | No                  |
| Ferromex                     | No                  | No                  | Sí                  |
| Norfolk Southern Railway     | Sí                  | Sí                  | No                  |
| Union Pacific                | No                  | Sí                  | No                  |
| VIA Rail*                    | Sí                  | No                  | No                  |

(*) Dedicadas en exclusiva al transporte de pasajeros.
- Datos: Q5771272